# Scapulaseius okinawanus
Scapulaseius okinawanus är en spindeldjursart som först beskrevs av Ehara 1967.  Scapulaseius okinawanus ingår i släktet Scapulaseius och familjen Phytoseiidae. Inga underarter finns listade i Catalogue of Life.